# Homosexualität in Malawi

Geografische Lage von Malawi

Homosexualität ist in Malawi in Teilen der Gesellschaft tabuisiert, homosexuelle Handlungen sind strafbar. Im November 2012 setzte Malawis Präsidentin Joyce Banda die bisher geltenden Gesetze zur Homosexualität bis zu den nächsten Wahlen außer Kraft. Im Dezember 2015 wurden sie erneut vorläufig ausgesetzt und im Juli 2024 wieder gültig.

## Gesetze zur Homosexualität
Homosexuelle Handlungen zwischen Männern in Malawi sind strafbar, während sie zwischen Frauen legal sind. Nach Artikel 153 und Artikel 156 werden Männer mit einer Höchststrafe bis 14 Jahren Haftstrafe im Gefängnis bedroht.
Im Dezember 2011 erklärte der Justizminister Ephraim Chiume, dass Gesetze zur Strafbarkeit homosexueller Handlungen in Malawi aufgehoben werden sollen. 2012 prüfte die Regierung, ob homosexuelle Handlungen in Malawi legalisiert werden sollten.
Im November 2012 hat die neue malawische Präsidentin Joyce Banda auf internationalen Druck die Gesetze, die Homosexualität unter Strafe stellen, bis zu einer parlamentarischen Entscheidung über deren mögliche Abschaffung vorläufig ausgesetzt.
Nachdem die Legalisierung damals gescheitert war, wurde die strafrechtliche Verfolgung Homosexueller im Dezember 2015 erneut vorläufig gestoppt. Sie sollte hinsichtlich ihrer Verträglichkeit mit Grundrechten und internationalen Verträgen überprüft und gegebenenfalls ganz abgeschafft werden. Im Juli 2024 setzte das oberste Gericht die Strafbarkeit wieder in Kraft, stellte aber dem Parlament die endgültige Legalisierung frei.

## Doppeldiskriminierung
Menschen, deren Geschlechtsidentität nicht ihrem körperlichen Geschlecht entspricht, sind in Malawi zudem von Doppeldiskriminierung betroffen.
Im Mai 2010 wurde ein Paar, Tiwonge Chimbalanga und Steve Monjeza, das öffentlich eine Trauungszeremonie in Malawi abgehalten hatte, auf Grund vermeintlicher Homosexualität zu einer Gefängnisstrafe von 14 Jahren verurteilt. Die Menschenrechtsorganisation International Gay and Lesbian Human Rights Commission (IGLHRC), die direkten Kontakt zu dem verhafteten Paar hatte, äußerte, dass sich Tiwonge als Frau versteht. Somit wurde sie nicht nur Opfer von Homophobie, sondern gleichzeitig wegen ihrer Geschlechtsidentität missachtet. Westliche Medien und Organisationen wie Amnesty International Schweiz hatten den Fall zwar als Diskriminierung von Homosexuellen aufgegriffen, respektierten aber die Geschlechtsidentität von Tiwonge ebenfalls nicht und machten deutlich, dass die Ablehnung gegen und gleichzeitige Vereinnahmung von Menschen (siehe auch: Missbrauch), die geschlechtliche Variationen aufweisen (wie trans- oder intergeschlechtliche Menschen) nicht nur in Malawi, sondern in allen heteronormativen Gesellschaften noch weit verbreitet ist. Malawi gilt als streng christliches Land und wurde seit Mitte des 19. Jahrhunderts missioniert.
Das deutsche Entwicklungsministerium unter Minister Dirk Niebel, das Weiße Haus und auch Sängerin Madonna setzen sich für das Paar aus Malawi ein. Der Präsident des Landes Bingu wa Mutharika begnadigte Chimbalanga und Monjeza am 29. Mai 2010 und ordnete die sofortige Freilassung an. Die Begnadigung fand vor dem Hintergrund des Besuches des UN-Generalsekretärs Ban Ki-Moon in Malawi statt.

## Antidiskriminierungsgesetze
Ein Antidiskriminierungsgesetz besteht in Malawi nicht.

## Anerkennung gleichgeschlechtlicher Paare
Eine staatliche Anerkennung von gleichgeschlechtlichen Paaren besteht weder in der Form der Gleichgeschlechtlichen Ehe noch in einer Eingetragenen Partnerschaft.